# Regusto

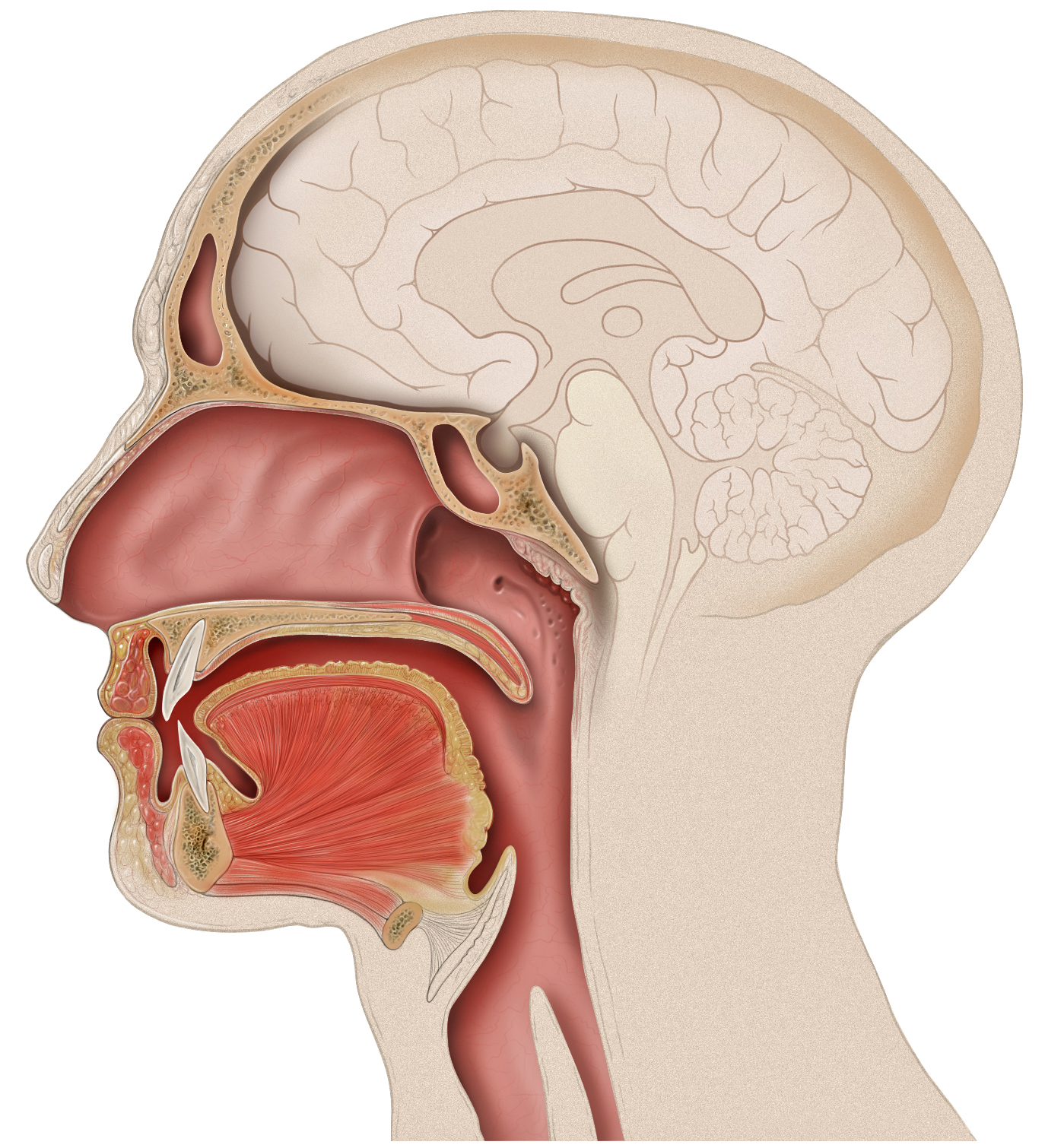
Cavidad de la boca y la faringe, responsables del regusto.

El regusto, dejo, deje o sensación terciaria (también denominado retrogusto o gustillo) es la persistencia de una sensación de sabor de algunos alimentos tras haber pasado por la boca (en general por la lengua) y estar ya fuera de contacto de las papilas gustativas, según indica el experto David Royo González. Tanto las bebidas (líquidos) como las comidas (sólidos) tienen regusto. El regusto se emplea frecuentemente en el arte de la cata de diferentes alimentos: aceites, vino, cerveza, cafés, coñacs, etcétera. En algunos casos se somete así a prueba el efecto picante de una especia o una comida India (por ejemplo un curry) o un platillo mexicano. Algunos medicamentos tienen el efecto de regusto, así como ciertas bebidas medicinales como el aceite de hígado de bacalao poseen regustos que desagradan a los niños cuando lo ingieren o algunas tabletas de medicina tienen un regusto seco (similar a la tiza), provocando lo que se denomina "boca de algodón" (en inglés, 'cotton mouth'). El regusto, junto con el gusto, son las dos sensaciones importantes en los análisis sensoriales realizados en la cata de alimentos.

## Bebidas
Las bebidas alcohólicas tales como el vino, cerveza y whisky producen fuertes sensaciones de regusto. En el caso del vino es el conjunto de sensaciones de sabor que deja en la lengua un vino después de ingerirlo, es un paso ideal para saber la edad del mismo. En cuanto al café, el regusto forma parte de las características que le dan personalidad a las diferentes mezclas y granos. Los cafés de la zona de Asia-Pacífico se caracterizan por tener un mayor regusto que los cafés americanos, al mantenerse la sensación y gusto del café en la boca por más tiempo y con mayor intensidad. 

### Vino
El regusto es importante en la cata de vinos debido a que puede revelar un atributo extra o una carencia del mismo, a veces ciertos sabores pueden ser relevantes en el regusto, por ejemplo el sabor a chocolate al final. Un largo, y placentero regusto puede indicar que las esencias del vino se han estabilizado y esto revela un signo de calidad. Por otra parte un regusto en otras bebidas es indeseable, por ejemplo en los vinos espumosos como el cava o el champán, que deben ser gaseosos sin ninguna sensación de regusto.

### Cafés
El café es otra bebida con regusto que agrada si lo posee aromatizado, queriendo decir que está elaborado con granos frescos. En algunos cafés originarios de Indonesia existe un ligero regusto a chocolate, perceptible y asociado en cierta manera al aroma más profundo.

### Aceites de oliva
Los aceites de oliva poseen diversos regustos y se emplean para averiguar el tipo de aceituna empleado en su elaboración, en algunos casos recuerda a almendras, en otros es un sabor afrutado. En el aceite se valora precisamente el amplio regusto que deja cuando es probado crudo.

### Otros.
Algunos alimentos como la leche cuando está agria. La miel es también objeto de estudio.

## Alimentos sólidos
Algunos alimentos que producen un fuerte regusto son las comidas picantes, así se tiene en las preparaciones mexicanas de comida como los chiles, o en la India tal y como los currys. Los quesos son sometidos igualmente a cata para la determinación de propiedades. La aceituna de mesa.